# Bribri
Bribri  su narod iz grupe Talamancan nastanjen u kišnim šumama duž rijeka gornje Telire, Lari (pleme Lari) i Uren (pleme Uren) u sjevernoj Panami (prije) i u južnoj Kostariki (danas). 
Bribri tropskih šuma u provincijama Limon i Puntarenas sačuvali su svoj stari tradicionalni način života. Čine dio nekad velikog naroda Talamanca i srodni su plemenu Cabécar.

## Običaji
- Ritualna izolacija

Kao i njihovi južni susjedi Guaymi, i nešto udaljeniji Cuna Indijanci prakticirali su ograničenu poliginiju. 
Žena se kod ovog plemena za vrijeme menstruacije smatra nečistom, pa je za to vrijeme smjela jesti samo iz lista banane. Nakon upotrebe takvi listovi bi se bacali u ograđen prostor, jer kada bi ga pronašla krava (stoku drže), osušila bi se i uginula. 
Porodilja se kod Bribrija smatra mnogo opasnijom nego za vrijeme menstruacije. Kada to osjeti ona kaže mužu, on joj napravi kolibu na usamljenom mjestu. Tu mora živjeti sama. Ne smije ni s kime komunicirati osim sa svojom majkom ili nekom drugom ženom iz sela. Nakon poroda vidar je očisti svojim dahom. 
- Pogrebni običaji

Mrtve Bribri sahranjuju u šumi na uzdignutim platformama natkrivenim strehom. Sve bi to poslije okružili plotom i trnjem. Na vječni počinak odlazio bi sa svim svojim stvarima. Pokojnik nije smio umrijeti u kući, kada se to desi pleme pali pokojnikovu kuću, a oni se sele u drugi kraj. Devet dana nakon sahrane održavaju veliku svečanost očišćenja. Tada pred njim pale vatru i troše veliku količinu hrane i opojnih pića.
Devet godina nakon smrti, kada od pokojnika ostanu samo kosti Indijanci igraju 'igru kostiju', tada je opet prilika da se dobro najedu i napiju. Kada svi pozvani gosti odu sa svečanosti, rodbina pokojnog umota u koru drveta i odnose u kuću mrtvih na planini. 

Vrhovni bog stvoritelj im zove se "Sibú”.

## Bribri danas
Danas oko 5,200 Bribrija živi na rezervatu Talamanca, ostali su na rezervatima Cabagra, Salitre i Kekoldi.  Njihova glavna aktivnost je ratarstvo. U prehranu im ulazi oko 120 vrsta divljeg i uzgojenog bilja. Jedno njihovo manje pleme (Kekoldi; oko 200 duša, žive na rezervatu Kekoldi)  bavi se uzgojem iguana (veliki bezopasni tropski gušter koji se hrani kukcima i vegetacijom). Pleme posjeduje farmu s 2,000 životinja i 2,000,000 jaja. Iguana na farmi ostaje 5 godina nakon čega je vraćaju u prirodu.

## Vanjske poveznice
- Bribri Indigenous Indians in Panama